# Klingspor-Museum

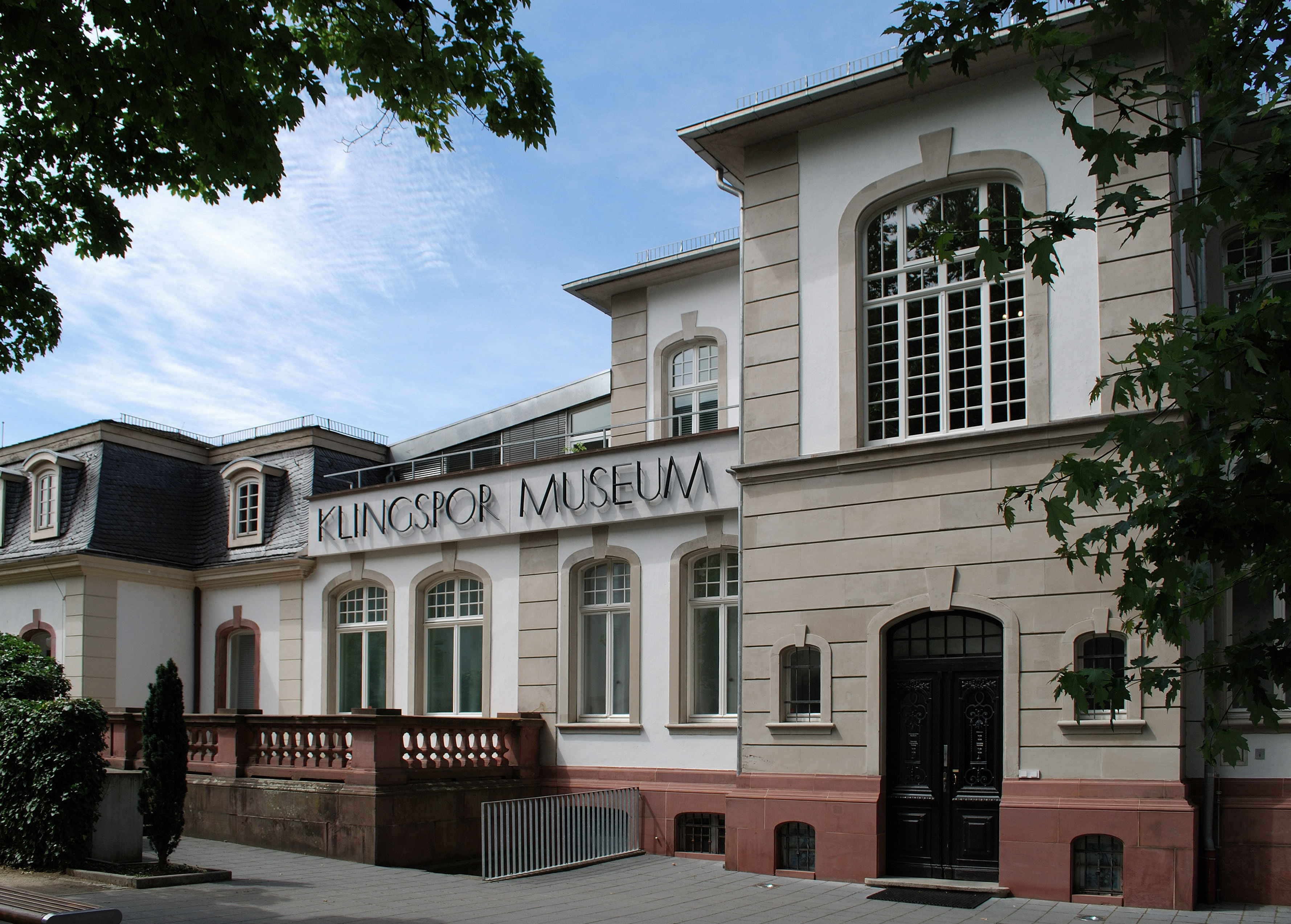
Klingspor-Museum

Het Klingspor-Museum is een museum in Offenbach am Main, Duitsland over de kunst en productie van moderne boeken en typografie in het algemeen. Het museum bevat een collectie kunstboeken uit de bibliotheek van Karl Klingspor, een van de firmanten van de Gebroeders Klingspor lettergieterij in Offenbach, hetgeen de basis is van het museum. Het museum bevat werk van de grafische kunstenaars Rudolf Koch, Otto Eckmann, Peter Behrens, Walter Tiemann, Rudo Spemann, Imre Reiner, Hans Bohn, Karlgeorg Hoefer, Ernst Schneidler, Werner Bunz, Hendrik Werkman en Georg Trump.
Paul Ritter doneerde zijn collectie Frans Masereel aan het museum. 
Veel werk van andere privécollecties zoals Acorn Press, Bremer Presse, Cranach Presse, The Doves Press, Edition Tiessen, Ernst Engel Presse zijn aanwezig in de collectie van het museum.
Een groot deel van de oude inventaris van het voormalige Klingspor, zoals tekeningen van Rudolf Koch en andere ontwerpers, lettertype-voorbeelden en boeken met hun lettertypes, zijn ondergebracht in het museum. Het museum, alsmede de oorspronkelijke lettergieterij, heeft een nauwe band met de Offenbachse Ontwerpschool, die na vele andere namen sinds 1970 is vernoemd tot HfG Offenbach.
De bibliotheek is open voor bezoekers en verzorgt ieder jaar exposities.